# Karl Rudolf Brommy
Karl Rudolf Brommy (Anger, 10 settembre 1804 – St. Magnus, 9 gennaio 1860) è stato un ammiraglio tedesco.
Fu il primo comandante della marina militare tedesca, all'epoca della Confederazione Tedesca del Nord.

## Biografia

### I primi anni
Karl Rudolf era il figlio quintogenito di Johann Simon Bromme (1758-1808) e di sua moglie Friederike Louise, nata Berthold. Sua città natale fu Anger, un villaggio nei pressi di Lipsia. Avendo perso i suoi genitori entrambi quando egli era ancora piccolo, nel 1818 ricevette il consenso dal suo tutore per entrare a far parte della marina militare prussiana, perfezionandosi negli studi presso l'accademia svedese e passando poi con questa a compiere i propri primi viaggi in mare aperto a bordo del brigantino Heinrich.

### Il servizio presso altre marine straniere
Dopo aver lasciato l'accademia nell'estate del 1820, poche sono le notizie che abbiamo su Bromme. A quanto pare egli fece dei viaggi in America centraleanto pare alcuni viaggi in America centrale con il brigantino Heinrich. Secondo lo storico Bronowski, assunto dal 1822 su varie navi americane, nel 1826 ottenne la qualifica di capitano e cambiò l'ortografia del suo cognome con la pronuncia inglese di Brommy. Non vi sono invece prove della sua presunta partecipazione alle guerre d'indipendenza cilena e brasiliana.
Incoraggiato dal rapporto d'amicizia sviluppato con Thomas Cochrane, l'ammiraglio britannico coinvolto in queste guerre, Brommy entrò nel 1827 al servizio dei rivoluzionari greci che stavano combattendo la loro guerra d'indipendenza dall'Impero ottomano. Dal 1827 al 1828, Cochrane assunse dunque Brommy come capitano di corvetta nella marina greca, facendolo divenire primo ufficiale a bordo della fregata Hellas con 64 cannoni. L'11 giugno 1828 Brommy venne promosso capitano di fregata ed ottenne il comando della Epicheiresis, nave gemella della nave comandata da Frank Abney Hastings, la corvetta Karteria. Entrambi vennero ammessi nello squadrone dell'ammiraglio greco Miaoulis col quale presero parte alle lotte presso Golfo di Arta e nell'Assedio di Missolungi.
Terminato il suo compito nella marina rivoluzionaria greca, nel 1831, Brommy decise di lasciare la Grecia per intraprendere dei viaggi scientifici attraverso Francia, Inghilterra e Germania. Tornò dunque in Sassonia, a Meißen, ove pubblicò un romanzo autobiografico sotto lo pseudonimo di R. Termo.
Nel 1832, il principe Ottone di Wittelsbach venne prescelto quale primo re di Grecia e Brommy si unì alla delegazione greca presieduta dall'ammiraglio Miaoulis che accompagnò il nuovo sovrano da Monaco nel suo nuovo regno, ottenendo nel contempo il comando di un vecchio piroscafo, l'Hermes e poi della Mercur. Brommy divenne nel contempo membro della Commissione della Marina greca, costretto a lasciare il suo incarico poco dopo per essere stato condannato dalla corte marziale greca a 4 mesi di detenzione e 60 dracme di multa per aver schiaffeggiato per legittima difesa un sottufficiale al suo servizio.
Durante il seguente servizio al dipartimento della Marina, Brommy creò un nuovo organigramma per la marina ellenica, divenendo in seguito vice-comandante della scuola militare di Egina, nel Pireo. Fu lui a introdurre in Grecia l'idea delle navi-scuole per facilitare la pratica diretta sul campo, ma fallì per la resistenza della leadership navale greca.
Dopo nuove rivolte nel 1843 e la firma di una nuova costituzione statale, venne stabilito che tutti gli stranieri avrebbero dovuto lasciare il paese, ma a Brommy venne permesso di rimanere per via dei suoi meriti.

### La costituzione delle forze navali prussiane

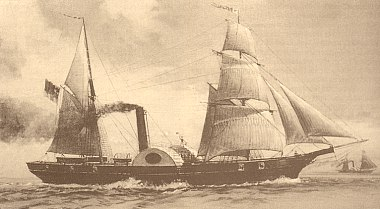
La SMS Barbarossa

Dopo gli eventi rivoluzionari del 1848, il grido che pervase gli stati di tutta la Germania per la creazione di una marina tedesca venne portato a compimento il 4 giugno 1848 con la creazione della Reichsflotte. In una lettera del 23 luglio 1848 a Heinrich von Gagern, presidente dell'Assemblea nazionale di Francoforte, Brommy offrì il suo aiuto per la costruzione della prima flotta tedesca. In replica il 4 novembre 1848, egli venne invitato dal Ministro del Commercio, Duckwitz, a Francoforte sul Meno ove Brommy giunse alla fine dell'anno.
In un primo momento, Brommy lavorò nella Commissione Tecnica Marittima del dipartiment onavale dell'Assemblea (Marineabteilung). Dopo che il capo dipartimento, il principe Adalberto di Prussia, venne rimosso da questo incarico per ordine del re di Prussia, Brommy ottenne tale incarico.
Il 18 marzo 1849, Brommy divenne quindi Comandante in Capo della Flottiglia del Mare del Nord a capo della sua nave ammiraglia Barbarossa a Brake, Bassa Sassonia. Il porto di Brake divenne così la prima base navale della flotta tedesca.
Nel 1849, a Berlino, Brommy pubblicò il suo Lehrbuch der Marine, un manuale di marina di facile comprensione per l'educazione dei marinai e degli ufficiali ad ogni livello.

#### La battaglia di Helgoland (1849)
All'inizio della guerra con la Danimarca (la "Prima Guerra dello Schleswig"), Brommy divenne capo del deposito marittimo di Bremerhaven, che servì da arsenale per la flotta in crescita. Malgrado i problemi finanziari, di personale e di materiale, Brommy riuscì a formare una piccola flotta per contrastare i danesi: inizialmente essa era composta da nove navi da guerra, due vascelli e 27 cannoniere (Ruderkanonenboote). Per la mancanza di personale prussiano qualificato, Brommy venne costretto a riempire le file con alti ufficiali britannici e belgi.
L'unica azione di guerra che conobbe la flotta tedesca sotto il comando di Brommy, la Battaglia di Helgoland (1849) contro i danesi si concluse il 4 giugno 1849, con il termine della battaglia prima del raggiungimento del territorio di Helgoland per prevenire ulteriori conflitti.
Il 23 novembre 1849, l'"Autorità Centrale Provvisoria" stabilì per Bromy la nomina al rango di contrammiraglio. La nomina venne eseguita dall'arciduca Giovanni d'Asburgo-Lorena (1782–1859), vicario imperiale (Reichsverweser).

#### Scioglimento della flotta
Per quanto Brommy fosse impegnato nella costituzione della flotta, nel 1850 la Confederazione Tedesca venne ristabilita. Già dal 2 aprile 1852, la Dieta Federale della Confederazione Tedesca a Francoforte, su insistenza della Prussia, aveva sciolto la prima flotta tedesca a Brake. Lorenz Hannibal Fischer fu il politico predisposto a curare lo scioglimento della flotta.
Le navi della flotta vennero vendute in quello stesso anno, molte a meno del loro valore effettivo e solo due navi vennero mantenute nei porti prussiani. Il 31 marzo 1853, per quanto in passato si fosse opposto, comprese che non poteva far nulla per contrastare la risoluzione del governo centrale e siglò l'ordine di scioglimento. Il 1º aprile, con il licenziamento di tutte le autorità navali e del personale in servizio, ebbe fine la prima marina tedesca.
Malgrado le difficoltà finanziarie e lavorative, Brommy trovò felicità personale dal suo matrimonio con Caroline Gross, figlia di un mercante e direttore di un'osteria con alloggio a Brake.
Lo stesso contrammiraglio Brommy venne licenziato il 30 giugno 1853 e ricevette una liquidazione di 2.500 talleri, con una pensione annua di 125 talleri.

### Gli ultimi anni
Nel giugno del 1857 Brommy ottenne un incarico come consigliere tecnico della marina austro-ungarica a Venezia, ma venne forzato a rinunciare a tale posizione alcuni mesi dopo per la sua salute instabile. Sconfortato, tornò con la moglie ed il figlio in Germania e si insediò a St. Magnus presso Brema, ove morì il 9 gennaio 1860. Coperto dalla bandiera nera rossa e oro della sua ammiraglia Barbarossa, il feretro di Brommy venne portato dal ponte della Merkur sino al cimitero del villaggio di Kirchhammelwarden (attuale distretto di Brake) per la sepoltura.